# Kockavica
Kockavica (lat. Fritillaria) biljni je rod iz porodice ljiljanovki, jednosupnica koja nastanjuje izvantropska područja sjeverne polutke Zemlje. U Hrvatskoj se pojavljuje na prostorima srednje, sjeveroistočne i istočne Hrvatske, a poznato je i nekoliko izoliranih nalazišta s Velebita. Zakonom je zaštićena.

## Izgled
Vrste iz ovog roda imaju lisnatu nadzemnu stabljiku i podzemnu lukovicu. Veliki, zvonasti i poniknuti cvjetovi stoje pojedinačno ili u cvatovima. Često je tamno cvijeće iscrtano »kockasto« poput šahovske ploče. Listovi su uski i izduženi. Plod je tobolac.

## Vrste
U svijetu je poznato 152 vrsta, a u Hrvatskoj samoniklo rastu tri vrste. Na vlažnim nizinskim livadama raste ugrožena vrsta obična kockavica (Fritillaria meleagris), koja je zakonom zaštićena. Gorska kockavica (Fritillaria montana) i vitka kockavica (Fritillaria messanensis subsp. gracilis) rastu na gorskim travnjacima.
1. Fritillaria acmopetala Boiss.
2. Fritillaria affinis (Schult. & Schult.f.) Sealy
3. Fritillaria agrestis Greene
4. Fritillaria alburyana Rix
5. Fritillaria alfredae Post
6. Fritillaria amabilis Koidz.
7. Fritillaria amana (Rix) Teksen
8. Fritillaria anhuiensis S.C.Chen & S.F.Yin
9. Fritillaria ariana (Losinsk. & Vved.) Rix
10. Fritillaria armena Boiss.
11. Fritillaria assyriaca Baker
12. Fritillaria asumaniae R.Wallis, R.B.Wallis & Özhatay
13. Fritillaria atrolineata Bakhshi Khan.
14. Fritillaria atropurpurea Nutt.
15. Fritillaria aurea Schott
16. Fritillaria avromanica Advay & Teksen
17. Fritillaria ayakoana Maruy. & Naruh.
18. Fritillaria baisunensis Rukšāns
19. Fritillaria baskilensis Behcet
20. Fritillaria biflora Lindl.
21. Fritillaria bithynica Baker
22. Fritillaria brandegeei Eastw.
23. Fritillaria bucharica Regel
24. Fritillaria byfieldii Özhatay & Rix
25. Fritillaria camschatcensis (L.) Ker Gawl.
26. Fritillaria carica Rix
27. Fritillaria caucasica Adams
28. Fritillaria chitralensis (Anon.) B.Mathew
29. Fritillaria chlorantha Hausskn. & Bornm.
30. Fritillaria chlororhabdota Bakhshi Khan.
31. Fritillaria cirrhosa D.Don
32. Fritillaria collina Adams
33. Fritillaria conica Boiss.
34. Fritillaria crassicaulis S.C.Chen
35. Fritillaria crassifolia Boiss. & A.Huet
36. Fritillaria dagana Turcz.
37. Fritillaria dajinensis S.C.Chen
38. Fritillaria davidii Franch.
39. Fritillaria davisii Turrill
40. Fritillaria delavayi Franch.
41. Fritillaria drenovskii Degen & Stoj.
42. Fritillaria dzhabavae A.P.Khokhr.
43. Fritillaria eastwoodiae R.M.Macfarl.
44. Fritillaria ebeiensis G.D.Yu & G.Q.Ji
45. Fritillaria eduardii A.Regel ex Regel
46. Fritillaria ehrhartii Boiss. & Orph.
47. Fritillaria elwesii Boiss.
48. Fritillaria enginiana (Byfield & Özhatay) Teksen
49. Fritillaria epirotica Turrill ex Rix
50. Fritillaria euboeica Rix
51. Fritillaria falcata (Jeps.) D.E.Beetle
52. Fritillaria ferganensis Losinsk.
53. Fritillaria fleischeriana Steud. & Hochst. ex Schult. & Schult.f.
54. Fritillaria forbesii Baker
55. Fritillaria frankiorum R.Wallis & R.B.Wallis
56. Fritillaria fusca Turrill
57. Fritillaria gencensis Yild., Kiliç & Demirp.
58. Fritillaria gentneri Gilkey
59. Fritillaria gibbosa Boiss.
60. Fritillaria glauca Greene
61. Fritillaria graeca Boiss. & Spruner
62. Fritillaria grandiflora Grossh.
63. Fritillaria gussichiae (Degen & Dörfl.) Rix
64. Fritillaria hakkarensis (Rix) Teksen
65. Fritillaria hermonis Fenzl ex Klatt
66. Fritillaria imperialis L.
67. Fritillaria involucrata All.
68. Fritillaria japonica Miq.
69. Fritillaria kaiensis Naruh.
70. Fritillaria karelinii (Fisch. ex D.Don) Baker
71. Fritillaria kittaniae Sorger
72. Fritillaria kiusiana L.Hill
73. Fritillaria koidzumiana Ohwi
74. Fritillaria kotschyana Herb.
75. Fritillaria kurdica Boiss. & Noë
76. Fritillaria lagodechiana Kharkev.
77. Fritillaria latakiensis Rix
78. Fritillaria latifolia Willd.
79. Fritillaria legionensis Llamas & J.Andrés
80. Fritillaria liliacea Lindl.
81. Fritillaria lusitanica Wikstr.
82. Fritillaria macedonica Bornm.
83. Fritillaria macrocarpa Coss. ex Batt.
84. Fritillaria maximowiczii Freyn
85. Fritillaria melananthera (Rix) Teksen & Advay
86. Fritillaria meleagris L.
87. Fritillaria meleagroides Patrin ex Schult. & Schult.f.
88. Fritillaria messanensis Raf.
89. Fritillaria michailovskyi Fomin
90. Fritillaria micrantha A.Heller
91. Fritillaria milasensis Teksen & Aytaç
92. Fritillaria minima Rix
93. Fritillaria minuta Boiss. & Noë
94. Fritillaria monantha Migo
95. Fritillaria montana Hoppe ex W.D.J.Koch
96. Fritillaria mughlae Teksen & Aytaç
97. Fritillaria muraiana Ohwi
98. Fritillaria mutabilis Kamari
99. Fritillaria obliqua Ker Gawl.
100. Fritillaria ojaiensis Davidson
101. Fritillaria olgae Vved.
102. Fritillaria olivieri Baker
103. Fritillaria oranensis Pomel
104. Fritillaria orientalis Adams
105. Fritillaria ozdemir-elmasii Yildirim & Teksen
106. Fritillaria pallidiflora Schrenk ex Fisch. & C.A.Mey.
107. Fritillaria persica L.
108. Fritillaria phitosii Kamari, Zahos & Siagou
109. Fritillaria pinardii Boiss.
110. Fritillaria pinetorum Davidson
111. Fritillaria pluriflora Torr. ex Benth.
112. Fritillaria pontica Wahlenb.
113. Fritillaria przewalskii Maxim. ex Batalin
114. Fritillaria pudica (Pursh) Spreng.
115. Fritillaria purdyi Eastw.
116. Fritillaria pyrenaica L.
117. Fritillaria raddeana Regel
118. Fritillaria recurva Benth.
119. Fritillaria regelii Losinsk.
120. Fritillaria reuteri Boiss.
121. Fritillaria rhodia A.Hansen
122. Fritillaria rhodocanakis Orph. ex Baker
123. Fritillaria ruthenica Wikstr.
124. Fritillaria serpenticola (Rix) Teksen & Aytaç
125. Fritillaria sewerzowii Regel
126. Fritillaria shikokiana Naruh.
127. Fritillaria sibthorpiana (Sm.) Baker
128. Fritillaria sichuanica S.C.Chen
129. Fritillaria sinica S.C.Chen
130. Fritillaria skorpili Velen.
131. Fritillaria sonnikovae Shaulo & Erst
132. Fritillaria sororum Jim.Persson & K.Persson
133. Fritillaria × spetsiotica Kamari
134. Fritillaria stenanthera (Regel) Regel
135. Fritillaria straussii Bornm.
136. Fritillaria striata Eastw.
137. Fritillaria stribrnyi Velen.
138. Fritillaria taipaiensis P.Y.Li
139. Fritillaria thunbergii Miq.
140. Fritillaria × tokushimensis Akasawa, Katayama & T.Naito
141. Fritillaria tortifolia X.Z.Duan & X.J.Zheng
142. Fritillaria tubaeformis Gren. & Godr.
143. Fritillaria tunievii Gabrieljan
144. Fritillaria unibracteata P.K.Hsiao & K.C.Hsia
145. Fritillaria usuriensis Maxim.
146. Fritillaria uva-vulpis Rix
147. Fritillaria verticillata Willd.
148. Fritillaria viridea Kellogg
149. Fritillaria viridiflora Post
150. Fritillaria walujewii Regel
151. Fritillaria wendelboi (Rix) Teksen
152. Fritillaria whittallii Baker
153. Fritillaria yuminensis X.Z.Duan
154. Fritillaria yuzhongensis G.D.Yu & Y.S.Zhou

## Simbol
U Hrvatskoj se povezuje s hrvatskim grbom pa je hrvatski simbol, ali ne i službeni nacionalni cvijet (to je hrvatska perunika). Službeni je cvijet švedske pokrajine Uppland, gdje raste u velikim količinama svakog proljeća na livada.